# Gema Peris
Gema Peris Revert (Alcira, 20 de abril de 1983) es una deportista española que compitió en halterofilia.
Ganó tres medallas en el Campeonato Europeo de Halterofilia entre los años 1999 y 2003. Participó en los Juegos Olímpicos de Atenas 2004, ocupando el 12.º lugar en la categoría de 48 kg.

## Palmarés internacional
| Campeonato Europeo | Campeonato Europeo   | Campeonato Europeo | Campeonato Europeo |
| Año                | Lugar                | Medalla            | Categoría          |
| ------------------ | -------------------- | ------------------ | ------------------ |
| 1999               | La Coruña (España)   | Medalla de bronce  | 48 kg              |
| 2001               | Trenčín (Eslovaquia) | Medalla de oro     | 48 kg              |
| 2003               | Lutraki (Grecia)     | Medalla de bronce  | 48 kg              |